# 大鳴門太三郎
大鳴門 太三郎（おおなると たさぶろう、安政3年（1856年） - 1900年5月4日）は、備前国御野郡（現在の岡山県岡山市）出身で、明治年間の大相撲力士。本名は武田 太三郎。京都・大阪では関脇を務め、脱退して組織した広角組では大関と頭取（年寄）を兼務した。大阪協会との和解後は四股名のまま頭取初代大鳴門（現在の表記は大鳴戸）となり大鳴門部屋を立ち上げた。

## 略歴
初名は春日森と名乗り大阪から京都（松ヶ枝門人）に移籍して関脇を務める。1886年10月大阪に帰参。大鳴門と改め西に張り出される（三役格）。1887年9月関脇、1888年9月も同地位だったが、場所前に大阪協会の首脳陣と意見が対立、同志を募り「広角組」を結成した。広角組では大関と頭取を兼ね中心的存在として奮闘した。1891年5月には広角組として東京相撲に参戦、幕内格で取ったが散々な成績（広角組8人中2勝が3人、1勝が2人、あとは0勝）で大鳴門自身も1勝も上げられずこの場所限りだった。1895年10月大阪協会と和解し頭取として復帰、門下育成に尽力し勝負検査役を務めた。1900年5月4日数え45歳で没。

## 主な成績
- 幕内成績：3敗7休（東京）大阪での成績は不明
- 幕内在位：3場所（大阪）1場所（東京）

## 改名歴
- 春日森

## 所属部屋歴
- 千田川
- 高越山
- 松ヶ枝
- 大鳴門